# Kegelslakken
Kegelslakken (Conidae) vormen een familie van carnivore slakken.

## Beschrijving
Deze fraaie, tot 23 cm lange slakken zijn gevaarlijke rovers. Ze hebben giftige stiletten opzij van de rasptong (radula), die een verlammend gif inbrengen, dat zelfs dodelijk kan zijn voor mensen. De schelpen hebben vaak mooie tekeningen. Het zijn carnivoren en op het menu staan wormen tot kleine vissen. De gifangel dient ter verdediging, maar ook om hun prooi te verlammen. Als de prooi verlamd is wordt hij door zijn voedselbuis naar binnen gezogen en opgegeten

## Verspreiding en leefgebied
Kegelslakken komen voor in koraalriffen en nabij mangroven in alle warmere wateren van de wereld.

## Geneeskunde
Het gif van de kegelslak heeft ook zijn nut in de farmaceutische industrie. Het gif heeft een honderd keer krachtigere pijnstillende werking dan morfine en kan mogelijk ingezet worden tegen zenuwpijn.

## Taxonomie
De volgende geslachten zijn bij de familie ingedeeld:
- Californiconus J. K. Tucker & Tenorio, 2009
- Conasprella Thiele, 1929
- Conilithes Swainson, 1840 †
- Contraconus Olsson & Harbison, 1953 †
- Conus Linnaeus, 1758
- Eoconus J. K. Tucker & Tenorio, 2009 †
- Hemiconus Cossmann, 1889 †
- Herndliconus Petuch & Drolshagen, 2015 †
- Kenyonia Brazier, 1896
- Lilliconus G. Raybaudi Massilia, 1994
- Malagasyconus Monnier & Tenorio, 2015
- Papilliconus Tracey & Craig, 2017 †
- Profundiconus Kuroda, 1956
- Pseudolilliconus J. K. Tucker & Tenorio, 2009
- Pygmaeconus Puillandre & Tenorio, 2017
- Tequestaconus Petuch & Drolshagen, 2015 †

### Synoniemen
- Pictoconus Limpalaër & Monnier, 2018 => Conus Linnaeus, 1758
- Profundiconinae Limpalaër & Monnier, 2018 => Conidae J. Fleming, 1822
- Afonsoconus J. K. Tucker & Tenorio, 2013 => Conus (Afonsoconus) J. K. Tucker & Tenorio, 2013 => Conus Linnaeus, 1758
- Africonus Petuch, 1975 => Conus (Lautoconus) Monterosato, 1923 => Conus Linnaeus, 1758
- Afroconus Petuch, 1975 => Africonus Petuch, 1975 => Conus (Lautoconus) Monterosato, 1923 => Conus Linnaeus, 1758
- Arubaconus Petuch, 2013 => Conus (Ductoconus) da Motta, 1991 => Conus Linnaeus, 1758
- Asprella Schaufuss, 1869 => Conus (Asprella) Schaufuss, 1869 => Conus Linnaeus, 1758
- Atlanticonus Petuch & Sargent, 2012 => Conus (Atlanticonus) Petuch & Sargent, 2012 => Conus Linnaeus, 1758
- Attenuiconus Petuch, 2013 => Conus (Attenuiconus) Petuch, 2013 => Conus Linnaeus, 1758
- Austroconus J. K. Tucker & Tenorio, 2009 => Conus (Austroconus) J. K. Tucker & Tenorio, 2009 => Conus Linnaeus, 1758
- Bathyconus J. K. Tucker & Tenorio, 2009 => Conasprella (Fusiconus) da Motta, 1991 => Conasprella Thiele, 1929
- Bermudaconus Petuch, 2013 => Conus (Bermudaconus) Petuch, 2013 => Conus Linnaeus, 1758
- Boucheticonus J. K. Tucker & Tenorio, 2013 => Conasprella (Boucheticonus) J. K. Tucker & Tenorio, 2013 => Conasprella Thiele, 1929
- Brasiliconus Petuch, 2013 => Conus (Brasiliconus) Petuch, 2013 => Conus Linnaeus, 1758
- Calamiconus J. K. Tucker & Tenorio, 2009 => Conus (Lividoconus) Wils, 1970 => Conus Linnaeus, 1758
- Calibanus da Motta, 1991 => Conus (Calibanus) da Motta, 1991 => Conus Linnaeus, 1758
- Cariboconus Petuch, 2003 => Conus (Dauciconus) Cotton, 1945 => Conus Linnaeus, 1758
- Chelyconus Mörch, 1852 => Conus (Chelyconus) Mörch, 1852 => Conus Linnaeus, 1758
- Cleobula Iredale, 1930 => Conus (Dendroconus) Swainson, 1840 => Conus Linnaeus, 1758
- Coltroconus Petuch, 2013 => Conasprella (Coltroconus) Petuch, 2013 => Conasprella Thiele, 1929
- Conasprelloides J. K. Tucker & Tenorio, 2009 => Conus (Dauciconus) Cotton, 1945 => Conus Linnaeus, 1758
- Conolithus Herrmannsen, 1847 † => Conilithes Swainson, 1840 †
- Conospira Cossmann, 1896 † => Conospirus de Gregorio, 1890 † => Conilithes Swainson, 1840 †
- Conospirus de Gregorio, 1890 † => Conilithes Swainson, 1840 †
- Continuconus J. K. Tucker & Tenorio, 2013 => Conus (Klemaeconus) J. K. Tucker & Tenorio, 2013 => Conus Linnaeus, 1758
- Cornutoconus M. Suzuki, 1972 => Conus (Stephanoconus) Mörch, 1852 => Conus Linnaeus, 1758
- Coronaxis Swainson, 1840 => Conus (Conus) Linnaeus, 1758 => Conus Linnaeus, 1758
- Cucullus Röding, 1798 => Conus (Conus) Linnaeus, 1758 => Conus Linnaeus, 1758
- Cylinder Montfort, 1810 => Conus (Cylinder) Montfort, 1810 => Conus Linnaeus, 1758
- Cylindrus Batsch, 1789 => Cylinder Montfort, 1810 => Conus (Cylinder) Montfort, 1810 => Conus Linnaeus, 1758
- Dalliconus J. K. Tucker & Tenorio, 2009 => Conasprella (Dalliconus) J. K. Tucker & Tenorio, 2009 => Conasprella Thiele, 1929
- Darioconus Iredale, 1930 => Conus (Darioconus) Iredale, 1930 => Conus Linnaeus, 1758
- Dauciconus Cotton, 1945 => Conus (Dauciconus) Cotton, 1945 => Conus Linnaeus, 1758
- Dendroconus Swainson, 1840 => Conus (Dendroconus) Swainson, 1840 => Conus Linnaeus, 1758
- Ductoconus da Motta, 1991 => Conus (Ductoconus) da Motta, 1991 => Conus Linnaeus, 1758
- Duodenticonus J. K. Tucker & Tenorio, 2013 => Conasprella (Conasprella) Thiele, 1929 => Conasprella Thiele, 1929
- Dyraspis Iredale, 1949 => Conus (Virroconus) Iredale, 1930 => Conus Linnaeus, 1758
- Elisaconus J. K. Tucker & Tenorio, 2013 => Conus (Elisaconus) J. K. Tucker & Tenorio, 2013 => Conus Linnaeus, 1758
- Embrikena Iredale, 1937 => Conus (Embrikena) Iredale, 1937 => Conus Linnaeus, 1758
- Endemoconus Iredale, 1931 => Conasprella (Endemoconus) Iredale, 1931 => Conasprella Thiele, 1929
- Eremiconus J. K. Tucker & Tenorio, 2009 => Conus (Eremiconus) J. K. Tucker & Tenorio, 2009 => Conus Linnaeus, 1758
- Erythroconus da Motta, 1991 => Conus (Darioconus) Iredale, 1930 => Conus Linnaeus, 1758
- Eugeniconus da Motta, 1991 => Conus (Eugeniconus) da Motta, 1991 => Conus Linnaeus, 1758
- Floraconus Iredale, 1930 => Conus (Floraconus) Iredale, 1930 => Conus Linnaeus, 1758
- Fraterconus J. K. Tucker & Tenorio, 2013 => Conus (Fraterconus) J. K. Tucker & Tenorio, 2013 => Conus Linnaeus, 1758
- Fulgiconus da Motta, 1991 => Conus (Phasmoconus) Mörch, 1852 => Conus Linnaeus, 1758
- Fumiconus da Motta, 1991 => Conasprella (Fusiconus) da Motta, 1991 => Conasprella Thiele, 1929
- Fusiconus da Motta, 1991 => Conasprella (Fusiconus) da Motta, 1991 => Conasprella Thiele, 1929
- Gastridium Modeer, 1793 => Conus (Gastridium) Modeer, 1793 => Conus Linnaeus, 1758
- Genuanoconus J. K. Tucker & Tenorio, 2009 => Conus (Kalloconus) da Motta, 1991 => Conus Linnaeus, 1758
- Gladioconus J. K. Tucker & Tenorio, 2009 => Conus (Monteiroconus) da Motta, 1991 => Conus Linnaeus, 1758
- Globiconus J. K. Tucker & Tenorio, 2009 => Conasprella (Ximeniconus) Emerson & Old, 1962 => Conasprella Thiele, 1929
- Gradiconus da Motta, 1991 => Conus (Dauciconus) Cotton, 1945 => Conus Linnaeus, 1758
- Graphiconus da Motta, 1991 => Conus (Phasmoconus) Mörch, 1852 => Conus Linnaeus, 1758
- Harmoniconus da Motta, 1991 => Conus (Harmoniconus)da Motta, 1991 => Conus Linnaeus, 1758
- Hermes Montfort, 1810 => Conus (Hermes) Montfort, 1810 => Conus Linnaeus, 1758
- Isoconus J. K. Tucker & Tenorio, 2013 => Conus (Splinoconus) da Motta, 1991 => Conus Linnaeus, 1758
- Jaspidiconus Petuch, 2003 => Conasprella (Ximeniconus) Emerson & Old, 1962 => Conasprella Thiele, 1929
- Kalloconus da Motta, 1991 => Conus (Kalloconus) da Motta, 1991 => Conus Linnaeus, 1758
- Kellyconus Petuch, 2013 => Conus (Kellyconus) Petuch, 2013 => Conus Linnaeus, 1758
- Kermasprella Powell, 1958 => Conasprella (Endemoconus) Iredale, 1931 => Conasprella Thiele, 1929
- Ketyconus da Motta, 1991 => Conus (Floraconus) Iredale, 1930 => Conus Linnaeus, 1758
- Kioconus da Motta, 1991 => Conus (Splinoconus) da Motta, 1991 => Conus Linnaeus, 1758
- Klemaeconus J. K. Tucker & Tenorio, 2013 => Conus (Klemaeconus) J. K. Tucker & Tenorio, 2013 => Conus Linnaeus, 1758
- Kohniconus J. K. Tucker & Tenorio, 2009 => Conasprella (Kohniconus) J. K. Tucker & Tenorio, 2009 => Conasprella Thiele, 1929
- Kurodaconus Shikama & Habe, 1968 => Conus (Turriconus) Shikama & Habe, 1968 => Conus Linnaeus, 1758
- Lamniconus da Motta, 1991 => Conus (Lamniconus) da Motta, 1991 => Conus Linnaeus, 1758
- Lautoconus Monterosato, 1923 => Conus (Lautoconus) Monterosato, 1923 => Conus Linnaeus, 1758
- Leporiconus Iredale, 1930 => Conus (Leporiconus) Iredale, 1930 => Conus Linnaeus, 1758
- Leptoconus Swainson, 1840 => Conus (Leptoconus) Swainson, 1840 => Conus Linnaeus, 1758
- Lindaconus Petuch, 2002 => Conus (Lindaconus) Petuch, 2002 => Conus Linnaeus, 1758
- Lithoconus Mörch, 1852 => Conus (Lithoconus) Mörch, 1852 => Conus Linnaeus, 1758
- Lividoconus Wils, 1970 => Conus (Lividoconus) Wils, 1970 => Conus Linnaeus, 1758
- Magelliconus da Motta, 1991 => Conus (Dauciconus) Cotton, 1945 => Conus Linnaeus, 1758
- Mamiconus Cotton & Godfrey, 1932 => Conasprella (Endemoconus) Iredale, 1931 => Conasprella Thiele, 1929
- Miliariconus J. K. Tucker & Tenorio, 2009 => Conus (Virroconus) Iredale, 1930 => Conus Linnaeus, 1758
- Mitraconus J. K. Tucker & Tenorio, 2013 => Conus (Turriconus) Shikama & Habe, 1968 => Conus Linnaeus, 1758
- Monteiroconus da Motta, 1991 => Conus (Monteiroconus) da Motta, 1991 => Conus Linnaeus, 1758
- Nataliconus J. K. Tucker & Tenorio, 2009 => Conus (Leptoconus) Swainson, 1840 => Conus Linnaeus, 1758
- Nimboconus J. K. Tucker & Tenorio, 2013 => Conus (Phasmoconus) Mörch, 1852 => Conus Linnaeus, 1758
- Nitidoconus J. K. Tucker & Tenorio, 2013 => Conus (Splinoconus) da Motta, 1991 => Conus Linnaeus, 1758
- Nubecula Herrmanssen, 1847 => Conus (Gastridium) Modeer, 1793 => Conus Linnaeus, 1758
- Papyriconus J. K. Tucker & Tenorio, 2013 => Conus (Papyriconus) J. K. Tucker & Tenorio, 2013 => Conus Linnaeus, 1758
- Parviconus Cotton & Godfrey, 1932 => Conasprella (Parviconus) Cotton & Godfrey, 1932 => Conasprella Thiele, 1929
- Perplexiconus J. K. Tucker & Tenorio, 2009 => Conasprella (Ximeniconus) Emerson & Old, 1962 => Conasprella Thiele, 1929
- Phasmoconus Mörch, 1852 => Conus (Phasmoconus) Mörch, 1852 => Conus Linnaeus, 1758
- Pionoconus Mörch, 1852 => Conus (Pionoconus) Mörch, 1852 => Conus Linnaeus, 1758
- Plicaustraconus Moolenbeek, 2008 => Conus (Plicaustraconus) Moolenbeek, 2008 => Conus Linnaeus, 1758
- Poremskiconus Petuch, 2013 => Conus (Dauciconus) Cotton, 1945 => Conus Linnaeus, 1758
- Protoconus da Motta, 1991 => Conus (Stephanoconus) Mörch, 1852 => Conus Linnaeus, 1758
- Protostrioconus J. K. Tucker & Tenorio, 2009 => Conus (Gastridium) Modeer, 1793 => Conus Linnaeus, 1758
- Pseudoconorbis J. K. Tucker & Tenorio, 2009 => Conasprella (Pseudoconorbis) J. K. Tucker & Tenorio, 2009 => Conasprella Thiele, 1929
- Pseudohermes J. K. Tucker & Tenorio, 2013 => Conus (Virgiconus) Cotton, 1945 => Conus Linnaeus, 1758
- Pseudonoduloconus J. K. Tucker & Tenorio, 2009 => Conus (Pseudonoduloconus) J. K. Tucker & Tenorio, 2009 => Conus Linnaeus, 1758
- Pseudopterygia J. K. Tucker & Tenorio, 2013 => Conus (Pseudopterygia) J. K. Tucker & Tenorio, 2013 => Conus Linnaeus, 1758
- Puncticulinae J. K. Tucker & Tenorio, 2009 => Conidae J. Fleming, 1822
- Puncticulis Swainson, 1840 => Conus (Puncticulis) Swainson, 1840 => Conus Linnaeus, 1758
- Purpuriconus da Motta, 1991 => Conus (Dauciconus) Cotton, 1945 => Conus Linnaeus, 1758
- Pyruconus Olsson, 1967 => Conus (Pyruconus) Olsson, 1967 => Conus Linnaeus, 1758
- Quasiconus J. K. Tucker & Tenorio, 2009 => Conus (Quasiconus) J. K. Tucker & Tenorio, 2009
- Regiconus Iredale, 1930 => Conus (Darioconus) Iredale, 1930
- Rhizoconus Mörch, 1852 => Conus (Rhizoconus) Mörch, 1852
- Rhombiconus J. K. Tucker & Tenorio, 2009 => Conus (Stephanoconus) Mörch, 1852
- Rhombus Montfort, 1810 => Conus (Stephanoconus) Mörch, 1852
- Rolaniconus J. K. Tucker & Tenorio, 2009 => Conus (Strategoconus) da Motta, 1991
- Rollus Montfort, 1810 => Conus (Gastridium) Modeer, 1793
- Rubroconus J. K. Tucker & Tenorio, 2013 => Conus (Rubroconus) J. K. Tucker & Tenorio, 2013
- Sandericonus Petuch, 2013 => Conus (Sandericonus) Petuch, 2013
- Sciteconus da Motta, 1991 => Conus (Sciteconus) da Motta, 1991
- Seminoleconus Petuch, 2003 => Conus (Stephanoconus) Mörch, 1852
- Splinoconus da Motta, 1991 => Conus (Splinoconus) da Motta, 1991
- Spuriconus Petuch, 2003 => Conus (Lindaconus) Petuch, 2002
- Stellaconus J. K. Tucker & Tenorio, 2009 => Conus (Splinoconus) da Motta, 1991
- Stephanoconus Mörch, 1852 => Conus (Stephanoconus) Mörch, 1852
- Strategoconus da Motta, 1991 => Conus (Strategoconus) da Motta, 1991
- Strioconus Thiele, 1929 => Pionoconus Mörch, 1852
- Sulciconus Bielz, 1869 => Asprella Schaufuss, 1869
- Taranteconus Azuma, 1972 => Conus (Stephanoconus) Mörch, 1852
- Tenorioconus Petuch & Drolshagen, 2011 => Conus (Stephanoconus) Mörch, 1852
- Tesselliconus da Motta, 1991 => Conus (Tesselliconus) da Motta, 1991
- Textilia Swainson, 1840 => Conus (Textilia) Swainson, 1840
- Thalassiconus J. K. Tucker & Tenorio, 2013 => Calibanus da Motta, 1991
- Thoraconus da Motta, 1991 => Conus (Phasmoconus) Mörch, 1852
- Trovaoconus J. K. Tucker & Tenorio, 2009 => Conus (Kalloconus) da Motta, 1991
- Tuckericonus Petuch, 2013 => Conus (Dauciconus) Cotton, 1945
- Turriconus Shikama & Habe, 1968 => Conus (Turriconus) Shikama & Habe, 1968
- Utriculus Schumacher, 1817 => Conus (Gastridium) Modeer, 1793
- Varioconus da Motta, 1991 => Conus (Lautoconus) Monterosato, 1923
- Viminiconus J. K. Tucker & Tenorio, 2009 => Conasprella (Fusiconus) da Motta, 1991
- Virgiconus Cotton, 1945 => Conus (Virgiconus) Cotton, 1945
- Virroconus Iredale, 1930 => Conus (Virroconus) Iredale, 1930
- Vituliconus da Motta, 1991 => Conus (Strategoconus) da Motta, 1991
- Ximeniconus Emerson & Old, 1962 => Conasprella (Ximeniconus) Emerson & Old, 1962
- Yeddoconus J. K. Tucker & Tenorio, 2009 => Conasprella (Endemoconus) Iredale, 1931